# Казахський лісостеп
Казахський лісостеп (WWF ID: PA0809) — екорегіон, що є довгою тонкою смугою перехідною зоною між Західносибірською тайгою (на півночі) та Казахським степом (на півдні). Екорегіон простягається понад 2000 км від Південного Уралу на заході до передгір'їв Алтаю на сході, завширшки — 200 км з півдня на північ, площею — 420 614 км². Оскільки регіон розташований далі від Атлантичного океану, ніж Східноєвропейський лісостеп, і приблизно на 300—500 км північніше, з континентальнішим кліматом і з меншою кількістю опадів більш рідшою деревною рослинністю. Екорегіон знаходиться у біомі помірні луки, савани і чагарники,  у палеарктичній екозоні із вологим континентальним кліматом.

## Клімат
Клімат регіону — вологий континентальний, з теплим літом (кліматична класифікація Кеппена (Dfb)), з великою різницею температур, як щоденних, так і сезонних; з довгими холодними зимами та коротким прохолодним літом; з достатньою кількістю опадів (в середньому 330 мм/рік), щоб підтримати насадження дерев. Середня температура в центрі екорегіону становить –17,6° C у січні та 19,7° C у липні.

## Флора
У регіоні представлена типова лісостепова суміш луків та рідкісних лісів. Типовими деревами є береза, осика та сосна, які часто ростуть у невеликих гаях, при цьому сосни часто ростуть у довгих смугах піщаного ґрунту — «стрічкових лісах». Зустрічаються болота. До освоєння людиною регіону ліси займали близько 15 % терену. Найпоширеніша рослина — Calamagrostis epigejos.
Згідно даних від 2003 року з Казахстану (близько 21 000 км²), яра пшениця займає 13 % площі, 37 % — пасовища і 51 % — чагарники та ліси.

## Заповідники
- Ільменський заповідник, в Ільменських горах.
- Тигирецький заповідник[en] у передгір'ях Алтайсько-Саянської гірської країни